# جان ویک (فیلم)
جان ویک (انگلیسی: John Wick) فیلم اکشنِ دلهره‌آورِ آمریکایی محصول سال ۲۰۱۴ به کارگردانی چاد استاهلسکی و نویسندگی دریک کولستاد است. این فیلم داستان جان ویک (کیانو ریوز) را دنبال می‌کند؛ آدم‌کشی نام‌دار که با فشار مجبور می‌شود دوران بازنشستگی خود را رها کند تا از افرادی که توله سگش را کشتند انتقام بگیرد. این سگ آخرین هدیهٔ همسرش بود که به تازگی درگذشته است. دیگر بازیگران فیلم شامل مایکل نیکویست، آلفی آلن، آدریان پالیکی، بریجیت مویناهان، دین وینترز، ایان مک‌شین، جان لگویزمائو و ویلم دفو می‌شود.
فیلم‌نامهٔ کولستاد متأثر از علاقه‌اش به فیلم‌های اکشن، انتقام و نئو-نوآر بود. حق انتشار آن تحت عنوان اسکورن، به‌دست تهیه‌کننده باسیل ایوانیک خریداری شد که نخستین تولید سینمایی مستقل او به‌شمار می‌رفت. ریوز که در حال گذراندن وقفهٔ کاری بود، فیلم‌نامه را پسندید و برای ساختش، به‌کارگیری طراحان اکشن و بدل‌کارهای باتجربه را توصیه کرد. استاهلسکی و لیچ سکانس‌های اکشن را کارگردانی کردند. علی‌رغم اینکه پروژه هفته‌ها پیش از فیلمبرداری تقریباً لغو شده بود، تصویربرداری اصلی با بودجهٔ ۲۰ تا ۳۰ میلیون دلاری در ۷ اکتبر ۲۰۱۳ آغاز شد. ایوانیک تلاش کرد تا توزیع‌کنندگان سینما را مطمئن کند، زیرا آن‌ها از فیلم اکشن کارگردان‌هایی که نخستین تجربهٔ کاری‌شان بود اعتنایی نداشتند و فیلم‌های اخیر ریوز عملکرد ضعیفی داشته بود. حقوق توزیع در نهایت توسط لاینزگیت خریداری شد و تاریخ انتشارش دو ماه بعد برای ۲۴ اکتبر ۲۰۱۴ برنامه‌ریزی شد.
کمپین بازاریابی این فیلم، یک موفقیت در نظر گرفته شد و وضعیت جان ویک را از فیلم سرگرمی‌ساز یکبار مصرف به یک رخداد با اعتبار تغییر داد که توسط بازیگر نقش اصلی محبوبی هدایت می‌شد. این فیلم از پیش‌بینی‌های فروش گیشه فراتر رفت و ۸۶ میلیون دلار در سراسر جهان به دست آورد که به موفقیت متوسطی تبدیل شد و به‌طور کلی نقدهای مثبتی را بابت سبک فیلم و سکانس‌های اکشن دریافت کرد. این فیلم به‌عنوان بازگشت دوبارهٔ ریوز مورد استقبال قرار گرفت. ساختار فیلم از دنیای جنایتکاران با آیین‌ها و قوانین خاص نیز به‌عنوان منحصر به فردترین و جالب‌ترین ویژگی فیلم مورد ستایش قرار گرفت.
جان ویک به‌عنوان یکی از بهترین فیلم‌های اکشن ساخته‌شده در تاریخ شناخته می‌شود. موفقیت غیرمنتظرهٔ آن منجر به ساخت فرنچایز جان ویک، یکی از موفق‌ترین فرنچایزهای اکشن شد که شامل سه دنبالهٔ جان ویک: بخش ۲ (۲۰۱۷)، جان ویک: بخش ۳ – پارابلوم (۲۰۱۹) و جان ویک: بخش ۴ (۲۰۲۳) و همچنین بازی‌های ویدیویی و کتاب‌های کمیک می‌شود. این فرنچایز شامل فیلم اسپین‌آف بالرین و مجموعه تلویزیونی کانتیننتال است. جان ویک در فیلم‌های اکشن تأثیرگذار بوده‌است. به نظر می‌رسد که این ژانر را احیا کرده‌است و اکشن‌های با جزئیات دقیق را رواج داده‌است.

## داستان
جان ویک در غم مرگ همسرش هلن به دلیل بیماری است. به‌منظور کمک به او برای کنار آمدن با غم، همسرش تصمیم گرفت بعد از مرگش توله سگی از نژاد بیگل به او اهدا کند. چند روز بعد، جان در یک پمپ بنزین در خارج از شهر نیویورک توسط گروهی از گانگسترهای روسی به رهبری یوسف مواجه می‌شود. یوسف نمی‌توانند جان را بترساند تا باس ۴۲۹ ماستنگ مدل ۱۹۶۹ خود را بفروشد. آن شب، مردها وارد خانه جان می‌شوند، به او حمله می‌کنند و قبل از سرقت ماشین، توله سگ را می‌کشند. یوسف ماستنگ را به یک مغازه خرده‌فروشی می‌برد تا جزئیات شناسایی آن را حذف کند، اما صاحب مغازه، اورلیو، وسیله نقلیه را می‌شناسد و خدماتش را رد می‌کند. جان از اورلیو می‌فهمد که یوسف پسر ویگو تاراسوف، رئیس مافیای روسی شهر است. ویگو که از اقدامات پسرش مطلع می‌شود، یوسف را به خاطر اوقات تلخ جان، مورد ضرب و شتم و سرزنش قرار می‌دهد. ویگو فاش می‌کند که جان قبلاً در حرفهٔ خود یک قاتل و در دنیای جنایتکاران به «بابا یاگا» معروف بوده‌است. پس از اینکه جان عاشق فرد عادی ای به‌نام هلن شد، ویگو به او وظیفه‌ای به ظاهر غیرممکن داد تا آزادی خود را به دست آورد.
جان پناه گاه مخفی خود را احیا می‌کند که شامل سلاح‌ها و سکه‌های طلایی است که به عنوان ارز دنیای جنایتکاران برای خدمات ویژه استفاده می‌شوند. او از تلاش ویگو برای جبران اقدامات پسرش امتناع می‌ورزد و تیم آدم‌کش که متعاقباً به خانه‌اش فرستاده می‌شود، را می‌کشد. در نتیجه، ویگو ۲ میلیون دلار برای کشتن جان جایزه می‌گذارد، و مربی سابقش مارکوس برای کشتن او استخدام می‌شود. جان در شهر در هتل کانتیننتال اقامت می‌کند، هتلی مجلل که به عنوان زمینی بی‌طرف برای دنیای جنایتکاران اسفتاده می‌شود و انجام «تجارت» مجرمانه به شدت ممنوع است. مالک هتل و دوست قدیمی جان، وینستون، به او در مورد خطرات بازگشت به زندگی که پشت سر گذاشته بود هشدار می‌دهد. با وجود این، وینستون مخفیانه به جان اطلاع می‌دهد که یوسف در کلوپ شبانهٔ حلقهٔ قرمز است. جان به کلوب نفوذ می‌کند و با یوسف روبرو می‌شود، اما کریل، سرسپردهٔ ویگو به او حمله می‌کند و مجبور می‌شود برای مراقبت‌های پزشکی به کانتیننتال عقب‌نشینی کند.
در حالی که جان استراحت می‌کند، هدف زنی به نام خانم پرکینز قرار می‌گیرد که مخفیانه وارد اتاق او می‌شود. مارکوس پرکینز را از ساختمان مجاور می‌بیند و با شلیک یک گلوله هشدار دهنده جان را آگاه می‌کند. او از خواب بیدار می‌شود و پرکینز را تحت سلطه خود درمی‌آورد، که فاش می‌کند ویگو جایزه را برای او دو برابر کرده تا او را در هتل بکشد. او همچنین فاش می‌کند که ویگو یک انبار با ارزش بالا در یک کلیسا پنهان کرده‌است. جان یک قاتل دیگر به نام هری دارد که پرکینز را همراه می‌کند، اما او فرار کرده و هری را می‌کشد.
در کلیسا، جان ذخیرهٔ نقدی و مواد باج‌گیری گستردهٔ ویگو را از بین می‌برد. هنگامی که ویگو برای ارزیابی خسارت وارد می‌شود، جان به او و افرادش حمله می‌کند اما پس از برخورد با ماشین کریل دستگیر می‌شود. جان به ویگو می‌گوید که تا زمانی که یوسف نمرده‌است دست از کار نمی‌کشد زیرا توله سگ به او امید و فرصتی داد تا در غم هلن تنها نباشد. مارکوس دوباره برای نجات جان مداخله می‌کند و به او اجازه می‌دهد تا کریل را بکشد و ویگو را تهدید کند که مکان پسرش را فاش کند. جان به خانهٔ امن حمله می‌کند و یوسف را می‌کشد. پس از آن، مارکوس جان را تشویق می‌کند تا به زندگی روزمرهٔ خود بازگردد، اما ملاقات آن‌ها توسط پرکینز مشاهده می‌شود که دوگانگی مارکوس را برای ویگو آشکار می‌کند. او قبل از این که با جان تماس بگیرد تا او را با جزئیات مسخره کند و او را به شهر بازگرداند، مارکوس را شکنجه کرده و کشته‌است.
پرکینز به دستور وینستون به دلیل زیر پا گذاشتن قوانین کانتیننتال اعدام می‌شود و وینستون به جان اطلاع می‌دهد که ویگو در حال آماده شدن برای ترک شهر با هلیکوپتر است. جان به سمت بندر نیویورک می‌رود و در آنجا با وی می‌جنگد و ویگو را مجروح می‌کند. جان که جراحات زیادی دیده بود، ویدیویی را در تلفن خود از هلن تماشا می‌کند که به او می‌گوید باید به خانه بروند. او به یک کلینیک حیوانات در همان حوالی نفوذ می‌کند، زخم‌هایش را مداوا می‌کند و یک توله سگ پیتبول را به فرزندی قبول می‌کند که قرار است قبل از شروع پیاده‌روی به خانه از روی ترحم به‌دلیل بیماری کشته شود.

## بازیگران
- کیانو ریوز در نقش جان ویک: قاتل بازنشسته ای که در دنیای جنایتکاران افسانه‌ای است
- مایکل نیکویست در نقش ویگو تاراسوف: یک رئیس جنایتکار شرور روسی و کارفرمای سابق ویک
- آلفی آلن در نقش ایوسف تاراسوف: پسر بی پروا و متکبر ویگو
- آدریان پالیکی در نقش خانم پرکینز: یک قاتل بی رحم و بسیار ماهر
- بریجیت مویناهان در نقش هلن: همسر محبوب و فداکار ویک
- دین وینترز در نقش آوی: وکیل ویگو
- لنس ردیک در نقش شارون / مدیر هتل: دربان قاره
- توبی لئونارد مور در نقش ویکتور: یک گانگستر روسی که با یوسف کار می‌کند
- ایان مک‌شین در نقش وینستون: مالک معمایی قاره
- جان لگوئیزامو در نقش اورلیو: مکانیکی که صاحب یک مغازه خرده‌فروشی گران‌قیمت است
- ویلم دفو در نقش مارکوس: یک تک تیرانداز ماهر و دوست قدیمی ویک